# Dan Barna
Pour les articles homonymes, voir Barna.
Dan Barna, né le 10 juillet 1975, est un homme politique roumain, président de l'Union sauvez la Roumanie (USR) depuis le 28 octobre 2017.

## Biographie

### Études
Dan Barna obtient en 1998 une licence de droit à l'université de Bucarest. En 2003, il devient titulaire d’une maîtrise en gestion de projets de l'Université Politehnica de Bucarest.

### Carrière professionnelle
Il travaille pour l'ONG Transparency International ainsi que pour divers ministères entre 1996 et 2014,.

### Parcours politique
Il est élu député de Sibiu en décembre 2016 et représente l'aile libérale de l'USR à la Chambre des députés. Il est aussi vice-président de la commission de la politique étrangère et membre de la commission des affaires européennes. Dans le gouvernement Cioloș, il est secrétaire d'État au ministère des Fonds européens, dirigé par Cristian Ghinea, l'un de ses principaux collaborateurs de l'USR.
Lors du congrès de l'USR en mai 2017, Dan Barna est élu vice-président du parti. Le bureau national le nomme, ensuite, porte-parole du parti. Lors du congrès du 28 octobre 2017, il est élu président de l'USR avec 127 voix sur les 191 suffrages exprimés.
Le 13 juillet 2019, il est désigné comme candidat à l'élection présidentielle de novembre par les membres de l'USR. Une semaine plus tard, il reçoit le soutien du Parti de la liberté, de l'unité et de la solidarité (PLUS) de Dacian Cioloș. Il arrive en troisième position du premier tour, recueillant 1 384 450 suffrages, soit 15,02 %. Il obtient ses meilleurs résultats chez les Roumains de l'étranger et dans les grandes villes comme Bucarest ou Cluj-Napoca, ainsi que chez les jeunes et les diplômés de l’enseignement supérieur.
Après les élections législatives roumaines de 2020, l'USR-PLUS propose Barna pour la présidence de la Chambre des députés. Cependant, l'ancien Premier ministre libéral Ludovic Orban obtient finalement le poste et l'USR-PLUS celle du Sénat pour Anca Paliu Dragu. Le 23 décembre, le nouveau gouvernement, dans lequel Barna est vice-Premier ministre, est investi.